# Daybreakers
Daybreakers ist ein australischer Science-Fiction-Horror-Film aus dem Jahr 2009. Das Budget betrug 20 Millionen US-Dollar.
Das Drehbuch wurde von Michael und Peter Spierig geschrieben, welche auch Regie führten.
Daybreakers wurde das erste Mal am 11. September 2009 auf dem Toronto International Film Festival vorgestellt.
Der Film kam am 6. Januar 2010 in die Kinos des Vereinigten Königreichs und am 8. Januar 2010 in die amerikanischen Kinos. In Deutschland wurde der Film nicht im Kino gezeigt, sondern erschien zum 16. Juli direkt auf DVD im Verleih. Seit 26. August 2010 ist der Film auf DVD und Blu-ray ebenfalls im Verkauf erhältlich.

## Handlung
Im Jahr 2009 bricht weltweit eine mysteriöse Seuche aus, die Menschen in Vampire verwandelt und deren Alterungsprozess stoppt. Zehn Jahre nach dem Ausbruch sind die verbliebenen Menschen deutlich in der Unterzahl. Die Vampire haben die Zivilisation übernommen, auf ihre Bedürfnisse hin angepasst und technisch sowie organisatorisch weit entwickelt. Da sie nur durch menschliches Blut ihre Unsterblichkeit erhalten können, jagen sie nun durch besondere Truppen die noch vorhandenen Menschen. Die gefangenen Menschen werden in sogenannten Blutfarmen gehalten. Es gibt allerdings auch Vampire, die diese Methode missbilligen, unter anderem Senator Turner.
Ein weiterer Gegner der Blutfarmen ist der Hämatologe Edward Dalton, welcher sich weigert, das Blut der Menschen zu trinken, und diesen gegenüber Mitleid zeigt. Stattdessen versucht er als Angestellter der Firma Bromley Marks einen Blutersatz zu entwickeln, damit die Menschen verschont bleiben und ihre Anzahl sich wieder erholen kann. Doch die Zeit wird eng für ihn, da der Blutvorrat immer schneller zur Neige geht und die Vampire, allen voran Firmenchef Charles Bromley, unruhig werden. Zudem ist die Blutknappheit für die Vampire bedrohlich, da sie bei anhaltendem Verzicht auf Blut zu „blutarmen Klasse-4-Bürgern“, den sogenannten „Subsiders“ degenerieren, die eher fledermausähnlich sind und als Tiere betrachtet werden. Sie sind rein instinktgesteuert und nicht mehr in der Lage, sich vernünftig oder emotional zu verhalten. Das Trinken von Vampir- und Eigenblut, das aus Verzweiflung stattfindet, beschleunigt die Degeneration.
Als Edwards Bruder Frankie, der als Sicherheitsmann für die Regierung Menschen jagt, ihn besucht, bringt dieser ihm eine Flasche mit Blut mit. Edward lehnt diese jedoch ab und erklärt Frankie seine Grundsätze und warum er dies tut. Er hat die Hoffnung auf den Blutersatz noch nicht aufgegeben. Er nimmt die Flasche und kippt sie in den Ausguss. Frankie hält ihn auf, stellt jedoch fest, dass das meiste Blut bereits im Abfluss verschüttet ist und wirft danach selbst die Flasche gegen die Wand, wo diese zersplittert und sich das Blut über die Wand verteilt.
Wütend will Frankie die Wohnung verlassen, doch es kommt ihm ein Subsider entgegen. Dieser ist augenscheinlich auf der Suche nach Blut. Als er das Blut an der Wand wittert, macht er sich direkt darüber her. Edward und Frankie versuchen ihn abzuwehren, denn Subsiders nähren sich auch von Vampiren. Die drei kämpfen, wobei die beiden den Subsider überwältigen und töten können.
Als kurz darauf die Polizei die Spuren sichert, stellen diese nicht nur fest, dass dieser Subsider ziemlich weit in die Vorstadt vorgedrungen ist und aus Verzweiflung auch von sich selbst getrunken hat – was die Verwandlung enorm beschleunigt – sondern finden auch einen Ring, in dem unter anderem der Name Carl eingraviert ist. Edward ist sichtlich bestürzt, da es sich bei Carl um den Gärtner der Wohnanlage handelt, welchen er noch vor zwei Wochen gesehen hat. Das macht ihm erneut klar, wie schlimm die Blutknappheit bereits fortgeschritten ist.
Edward stellt ebenfalls durch den Blutverzicht bereits erste Anzeichen eines Subsiders an sich fest, als er in einen Autounfall verwickelt wird. Da die Insassen des anderen Autos menschlich sind und er ihre Gefangennahme befürchtet, hilft er ihnen, indem er sie in seinem Auto versteckt und die alarmierten Polizisten auf eine falsche Fährte lockt. Audrey – eine der Autoinsassen – beginnt Edward zu vertrauen und kontaktiert ihn, um ihn um Hilfe zu bitten und ihm weitere Menschen vorzustellen. Dieses Gespräch wird von Edwards Bruder Frankie, einem loyalen Soldaten der Vampirgesellschaft, belauscht. Edward fährt zu dem von Audrey initiierten Treffen und lernt dort Lionel Cormac kennen, der „Elvis“ genannt wird. Wie Elvis Edward später erzählt, ist er einst ein Vampir gewesen. Er wurde jedoch durch einen Autounfall am helllichten Tag kurzzeitig der Sonne ausgesetzt und verwandelte sich daraufhin in einen Menschen zurück.
Am Treffpunkt tauchen mehrere Soldaten auf, da Frankie Edwards Verrat an der Vampirgesellschaft – denn als solcher gilt der Umgang mit Menschen – gemeldet hat. Elvis schlägt Edwards Bruder nieder, so dass die drei nach einer wilden Verfolgungsjagd entkommen und sich zum Versteck der Menschen durchschlagen können. Dort befindet sich auch Senator Turner, der als Vampir ebenfalls versucht, den Menschen zu helfen. Edward untersucht Elvis’ Blut, um ein Heilmittel zu finden.
Währenddessen wird ein Treffen mit einer anderen Gruppe Menschen organisiert, die zum Stützpunkt geholt und dort sicher untergebracht werden sollen. Dieser Hilfskonvoi wird jedoch von Vampiren überfallen und die Menschen verschleppt. Unter ihnen befindet sich auch Alison, die Tochter von Charles Bromley, die einst vor ihrem Vater davongelaufen ist, weil sie ihn als „Monster“ betrachtete und nicht zum Vampir verwandelt werden wollte.
Durch diesen Überfall wird der Ort des geheimen Stützpunktes bekannt. Die verbliebenen Menschen organisieren eine Evakuierung mithilfe von Senator Turner, der sie zu einem neuen, sicheren Unterschlupf führen will. Edward möchte bleiben, da er einen Versuchsaufbau entworfen hat, in der er die Situation, in der Elvis verwandelt wurde, kontrolliert nachstellen kann. Elvis und Audrey bleiben bei ihm. Nach mehreren Versuchen gelingt es ihnen, Edward tatsächlich wieder in einen Menschen zu verwandeln. Sie können sich vor den anrückenden Vampiren verstecken. Soviel Glück hat die Gruppe um Senator Turner nicht: Als die drei am vereinbarten Treffpunkt ankommen, finden sie nur noch Leichen vor, unter anderem die des Senators.
Währenddessen verschlimmert sich die Situation für die Vampire. Immer mehr von ihnen degenerieren zu Subsidern. Charles Bromley gelingt es nicht, seine Tochter von den Vorteilen des Vampir-Daseins zu überzeugen und bittet schließlich Frankie, Alison zu verwandeln. Frankie beißt sie, doch die junge Frau verweigert danach ihre Blutrationen und ernährt sich stattdessen von ihrem eigenen. Dadurch wird auch sie zu einem Subsider. Sie wird zusammen mit anderen im Rahmen einer Mordaktion dem Sonnenlicht ausgesetzt und getötet.
Edward sucht Hilfe. Er besucht mit Audrey und Elvis Christopher, einen befreundeten Kollegen, der mit ihm zusammen am Blutersatzstoff geforscht hat, und erzählt ihm von der möglichen Heilung. Christopher verrät das Trio, was zu Audreys Gefangennahme führt. Elvis und Edward machen sich zu Bromley Marks auf, um Audrey zu befreien. Dabei geraten sie an Frankie, der ihnen – bereits mit den deutlichen Anzeichen eines Subsiders – Hilfe verspricht. Dann allerdings überfällt er Elvis und trinkt sein Blut.
In Bromleys Büro befindet sich die gefesselte und langsam ausblutende Audrey. Edward sucht Bromley auf und erklärt ihm, dass er es nicht schafft, ein Mensch zu sein. Er bittet den Firmenchef, ihn erneut zu verwandeln. Bromley erklärt Edward, dass Christopher endlich einen Blutersatzstoff entwickelt hat und es niemals darum ging, Menschen zu verschonen. Stattdessen sollte echtes Blut von Blutfarmen weiterhin für gut zahlende Kunden zur Verfügung stehen und der Blutersatzstoff für die ärmere Bevölkerung gedacht sein. Schließlich beißt Bromley Edward. Das Blut des geheilten Vampirs heilt jedoch die Vampirkrankheit: Charles Bromley wird wieder zu einem Menschen. Edward fesselt ihn und setzt ihn im Foyer seiner Firma einer Gruppe hungriger Vampirsoldaten aus, die Bromley aussaugen, dadurch geheilt werden und daraufhin von der nächsten Gruppe angegriffen werden. So setzt sich – unter großen Opfern, zu denen auch Frankie zählt – die Heilung weiter fort.
Christopher, der an einer Heilung des Vampirismus nicht interessiert ist, versucht Edward und Audrey aufzuhalten, wird jedoch von Elvis erschossen. Der Film endet damit, dass die drei im mit Blut und Leichen übersäten Foyer von Bromley Marks in den Sonnenaufgang sehen und dann in einem Auto eine sonnige Landstraße entlangfahren. Aus dem Off hört man Edwards Stimme, die anderen Vampiren Heilung verspricht.

## Kritik
„Daybreakers ist mehr Schein als Sein. Trailer und Story versprachen im Vorfeld einen originellen, guten Horror-Sci-Fi-Thriller, doch im Film selbst ist davon nicht allzu viel vorzufinden. Dazu verschenkte man einfach zu viel Potential und setzte vieles zu lieblos und simpel um.“

„Grundsätzlich hätten alle Figuren gut daran getan, wenn man ihnen noch mehr Profil verliehen hätte. […] Nichtsdestotrotz ist den Spierigs mit Daybreakers ein gefälliger Hybrid gelungen, der einerseits die Vampirfilm-Schiene befährt, aber zugleich auch frischer daherkommt, als seine Genrekollegen.“